# Île de Vaux
Ne doit pas être confondu avec Île de Vaux (Méry-sur-Oise).
'île de Vaux est une île de la Seine, longue de 2,4 km  environ, située dans le territoire de la commune de Vaux-sur-Seine (Yvelines). Elle est reliée à la rive nord de la Seine par un pont routier franchissant le petit bras du fleuve. Il existait à l’origine deux îles, la grande île et la petite île, qui furent réunies dans les années 1930.

## Histoire
En 1903, l'île de Vaux est achetée par M et Mme Lenormand. À la suite de la destruction de l'unique ferme de l'île à cause de la crue de la Seine de 1910, qui avait anéanti aussi le bétail, ils ont décidé de transformer l'île en lotissement résidentiel.
À partir de 1912, l'île a été aménagée avec des allées éclairées à l'électricité et plantées de tilleuls. Une dizaine de maisons en meulière, totalement identiques, ont été mises en vente, tandis que les restes de la ferme ont été transformés en hôtel-restaurant. La publicité de l'époque promettait « Venise à 43 minutes de Paris ». Dans l'absence de ponts reliant l'île aux berges de la Seine, les habitants devaient y accéder par des gondoles.
Depuis les années 1930, l'île est gérée par une Association Syndicale Autorisée (ASA), formée par les propriétaires des logements ainsi que par ceux des lotissements vides. En 1935, un pont bow-string a été construit, permettant d'entrer et de sortir de l'île.
En 1998, le pont en béton armé, datant des années 1950, a été interdit à la circulation par la municipalité car il présentait de sérieux risques du fait de la corrosion des armatures en acier. Il s’est ensuivi une confrontation entre les propriétaires, qui sont restés privés de pont pendant une bonne année, et les collectivités locales. En effet, ce pont, comme la voirie intérieure de l’île, est de statut privé et sa réparation est restée à la charge des colotis. L'île compte environ 200 habitants permanents.
Le site de l’île de Vaux est une zone éminemment inondable. Lors de la crue de 1910, à une époque précédant son urbanisation d’une décennie seulement, l’île fut totalement submergée sous plusieurs mètres d’eau.